# Nikołaj Stolarow (lotnik)
Nikołaj Gieorgijewicz Stolarow (ros. Николай Георгиевич Столяров, ur. 22 maja 1922 w Kazaniu, zm. 23 lutego 1993 w Moskwie) – radziecki lotnik wojskowy, dwukrotny Bohater Związku Radzieckiego (1944 i 1945).

## Życiorys
Urodził się w rodzinie robotniczej. Skończył 10 klas i aeroklub w Kazaniu, od 1941 służył w Armii Czerwonej, ukończył Swierdłowską Szkołę Wojskowo-Lotniczą, od grudnia 1942 uczestniczył w wojnie z Niemcami. W 1944 przyjęto go do WKP(b). Był lotnikiem pułku lotnictwa szturmowego, potem dowódcą klucza w 667 pułku lotnictwa szturmowego 292 Dywizji Lotnictwa Szturmowego 1 Korpusu Lotnictwa Szturmowego 5 Armii Powietrznej Frontu Kalinińskiego, później Woroneskiego, Stepowego i 2 Ukraińskiego, później zastępcą dowódcy i dowódcą eskadry i nawigatorem (szturmanem) 141 gwardyjskiego pułku lotnictwa szturmowego 3 Gwardyjskiej Dywizji Lotnictwa Szturmowego 1 Gwardyjskiego Korpusu Lotnictwa Szturmowego 2 Armii Powietrznej 1 Frontu Ukraińskiego. Brał udział m.in. w operacji korsuń-szewczenkowskiej, lwowsko-sandomierskiej, berlińskiej i praskiej. Do kwietnia 1945 wykonał 185 lotów bojowych, szturmując obiekty przeciwnika, oraz zestrzeliwując 8 samolotów wroga. W 1946 ukończył wyższą oficerską szkołę nawigatorów w Połtawie, a w 1954 Akademię Wojskowo-Powietrzną, był nawigatorem i zastępcą dowódcy pułku lotniczego, w 1956 został zwolniony do rezerwy w stopniu podpułkownika, w 1975 został pułkownikiem rezerwy.

## Odznaczenia
- Złota Gwiazda Bohatera Związku Radzieckiego (dwukrotnie - 1 lipca 1944 i 27 czerwca 1945)
- Order Lenina
- Order Czerwonego Sztandaru (dwukrotnie - 1943 i 1944)
- Order Aleksandra Newskiego (1945)
- Order Wojny Ojczyźnianej I klasy (dwukrotnie - 1943 i 1985)
- Order Wojny Ojczyźnianej II klasy (1944)

I medale.